# 香粉寮

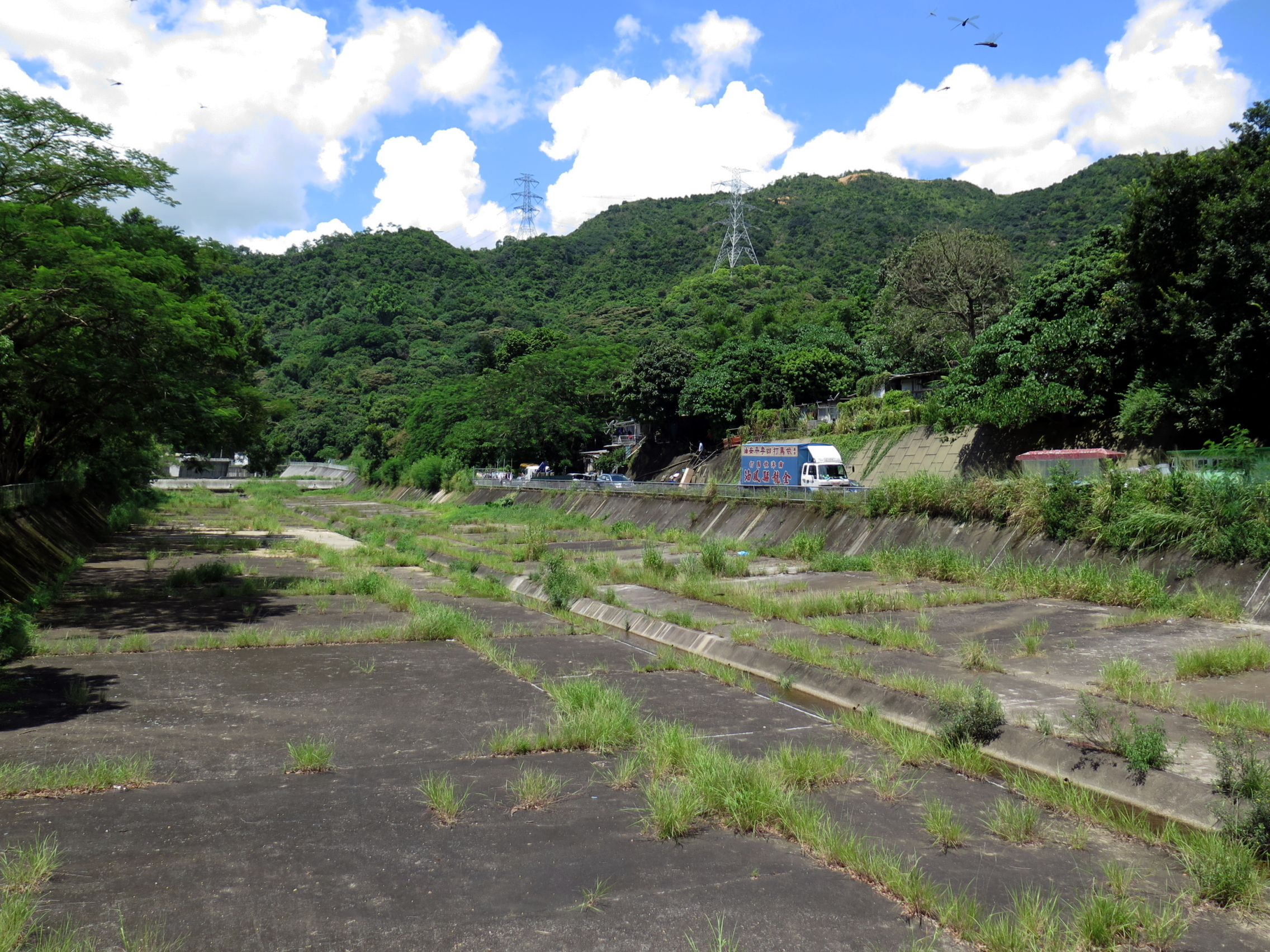
香粉寮

香粉寮 （英語：Heung Fan Liu）位於香港新界沙田區西部下城門河谷，西臨針山，亦為城門隧道針山段沙田方向出口處，其北面山坡為大圍村原居民用以安葬之地。

## 命名
香粉寮中的「香粉」是指該地一帶所種植的香樹上的粉末，而「寮」則指以前當地居民在該地所搭建的寮屋。

## 歷史
以前，當地居民以出產香料為生，並在當地種植香木，靠旁邊的城門河水力磨製香粉。香粉寮並不在沙田鄉事委員會的鄉村名單內，部份村屋的業權屬於大圍村侯王宮祖擁有。

### 天體活動
在1930年代，該地曾以舉辦天體活動而聞名。
在1932年，當時一名連伯氏（Lanepart）的拉脫維亞人成立香港裸體運動會（Hong Kong Nudist Society），在該處進行天體活動，引來香港傳媒廣泛報導。當時華人社會對於裸體的觀點，與外籍人士大為有異，也出於好奇，探頭探腦令天體營不勝其擾，天體營最終搬離，遠走青衣島中鑊底灣，直至1960年代，由於參與人數不足，於鑊底灣的天體活動亦告終止。

## 相關參見
- 美田邨
- 美林邨
- 恆峰花園
- 翠景花園
- 香粉寮街
- 碧田街
- 香粉寮發展項目

## 外部連結
- 爾東. . 明報出版社. 2006: 165. ISBN 9628918311.